# Brændstrup
Brændstrup (ældre alternativ stavemåde: Brendstrup) er en landsby ca. midtvejs mellem Gram og Rødding i Sønderjylland.  Befolkningen i landsbyen er på ca. 200. Indtil 1. januar 2007 lå den i den tidligere Rødding Kommune og er nu en del af Vejen Kommune .
Brændstrup er kendt for Brændstrup Kristne Friskole,  og Harley Davidson-værkstedet ved krydset midt i byen, som indtil 1. januar 2017, var en af kun tre autoriserede HD-forhandlere i Danmark.  
Brændstrup var fra 1899 til 1938, en stationsby på den strækning af Haderslev Amts Jernbaner der gik mellem Gram og Rødding.  En del af cykelstien til Rødding følger det gamle trace, ligesom store dele af traceet til Gram stadig er synligt i terrænet.
Sekundærrute 449 passerer gennem landsbyen.
Den konservative politiker Johannes Jørgen Dixen Burgdorf (1917-1983), der var folketingsmedlem fra 1966 til sin død, boede i Brændstrup.  f
- Motorcykelværkstedet
- Friskolen
- Forsamlingshuset